# 赫伊冰川
72°29′S 0°35′E / 72.483°S 0.583°E
赫伊冰川（德語：Heibreen），是南極洲的冰原島峰，位於毛德皇后地的瑪塔公主海岸，屬於斯維爾德魯普山脈的一部分，由德國探險隊拍攝空中照片，現時由南極條約體系管理。